# Фриман, Хантер
Хантер Фриман (англ. Hunter Freeman; 8 января 1985, Тайлер, Техас) — американский футболист, правый защитник.

## Биография

### Университетский футбол
Во время обучения в Виргинском университете в 2002—2004 годах Фриман выступал за университетскую команду в NCAA. Во время летнего межсезонья в колледжах 2003 года играл за клуб «Тексас Спёрс» в Премьер-лиге развития USL, четвёртом дивизионе.

### Клубная карьера
На супердрафте MLS 2005 года Фриман был выбран в первом раунде под седьмым номером клубом «Колорадо Рэпидз». Его профессиональный дебют состоялся в матче против «Канзас-Сити Уизардс» 2 апреля. Всего в сезоне 2005 сыграл в 20 матчах, из них в 14 выходил в стартовом составе. В сезоне 2006 сыграл в 27 играх, в том числе в 24 в старте. В общем, за два сезона в «Колорадо Рэпидз» принял участие в 47 матчах, отыграв 3348 минут.
В марте 2007 года Фриман был обменян в «Нью-Йорк Ред Буллз» на два драфт-пика двух следующих лет. 26 апреля 2007 года в матче против «Далласа» забил свой первый гол в MLS, принеся «Нью-Йорку» победу 1:0. В сезоне 2007 появлялся в 16 матчах, из них в 15 в стартовом составе, забил один мяч, также полностью отыграл оба матча плей-офф. В сезоне 2008 успел сыграть за «Нью-Йорк Ред Буллз» в 14 играх, выходя в старте 10 раз.
В сентябре 2008 года «Нью-Йорк Ред Буллз» обменяли Фримана, уже имевшего предварительный контракт, действующий с января, с норвежским клубом «Старт», в «Торонто» на два пика дополнительного драфта MLS 2009. В случае его возвращения в лигу после 2009 года, права на него в MLS оставались у «Нью-Йорка». В оставшейся части сезона провёл 7 матчей в стартовом составе «красных».
В 2009 году сыграл за «Старт» в 27 играх Типпелиги. Забил свой первый гол в Норвегии 11 июля 2009 года в ворота «Одд Гренланд», в матче завершившемся победой его команды со счётом 2:1, со штрафного. В 2010 году сыграл в 24 играх норвежского чемпионата, забил свой второй гол.
После двух сезонов в Норвегии Фриман вернулся в MLS, перейдя в «Хьюстон Динамо». Права на него в лиге были приобретены у «Нью-Йорк Ред Буллз» вместе с пиком третьего раунда супердрафта MLS 2012 за распределительные средства. В сезоне 2011 сыграл в 23 матчах, забил один гол, отдал две голевые передачи. По окончании сезона «Динамо» не стало продлевать контракт с игроком, и он был выставлен на драфт возвращений.
Во втором раунде второй стадии драфта возвращений MLS 2011 Фриман был выбран клубом «Колорадо Рэпидз», подписан был своей первой командой 6 января 2012 года. В сезоне 2012 сыграл в 19 матчах, из них 18 в стартовом составе, отдал шесть результативных передач, получил три жёлтые карточки. По завершении сезона вновь оставшись без контракта, во второй раз оказался на драфте возвращений.
Как и годом ранее, на драфта возвращений MLS 2012 Фриман был выбран во втором раунде второй стадии, в этот раз клубом «Нью-Инглэнд Революшн», но контракт с ним клуб не подписал.
12 февраля 2013 года Фриман подписал контракт с клубом-новичком Североамериканской футбольной лиги «Нью-Йорк Космос», который должен был начать выступление в лиге с осенней части сезона. Дебютировал в NASL вместе с клубом 3 августа в матче против «Форт-Лодердейл Страйкерс». Завершил год победой в Соккер Боуле 2013, в котором «Космос» переиграл «Атланту Силвербэкс» со счётом 1:0. Всего в сезоне 2013 сыграл в 13 играх (все в стартовом составе), заработал пять жёлтых карточек и одну красную за 1160 минут проведённых на поле. В сезоне 2014 был признан в «Нью-Йорк Космос» игроком года, периодически закрывая позицию центрального защитника, отыграл все матчи регулярного чемпионата без замен, за исключением игры последней недели, в 26 матчах проведя на поле 2340 минут, забил один гол (в ворота «Сан-Антонио Скорпионс» 12 июля) и отдал две результативных передачи. Весеннюю часть сезона 2015 из-за травмы пропустил почти полностью. 2015 год в NASL завершил своим вторым чемпионством с «Космосом», в регулярном первенстве выходил в 15 матчах, из них в 14 в старте, за 1217 минут на поле забил два мяча и отдал две голевые передачи, сыграл целиком оба матча в плей-офф. В сезоне 2016 сыграл за «Нью-Йорк Космос» 21 матч.
В сентябре 2016 года Фриман перешёл в футбольный клуб «Майами», сумма трансфера составила $150 тыс. Провёл за флоридскую команду 42 матча в NASL: 11 — в оставшейся части сезона 2016, 31 — в сезоне 2017. В розыгрыше Открытого кубка США 2017 года дошёл в составе «Майами» до четвертьфинала.
5 апреля 2018 года Фриман объявил о завершении карьеры футболиста.
24 апреля 2018 года клуб Национальной премьер-лиги «Мотаун» представил Фримана в качестве своего игрока.

### Карьера в сборной
В составе молодёжной сборной США Фриман участвовал в чемпионате мира среди молодёжных команд 2005 года в Нидерландах, где сыграл во всех четырёх матчах американцев и забил один гол.
В марте 2008 года олимпийская сборная США, в составе которой был Фриман, заняла второе место на предолимпийском турнире КОНКАКАФ, и таким образом квалифицировалась на футбольный турнир летних Олимпийских игр в Пекине.

### Комментатор
Фриман комментировал на канале ONE World Sports восемь матчей Кубка Азии 2015.

## Достижения
Нью-Йорк Космос
- Чемпион NASL (2): 2013, 2015
- Победитель регулярного чемпионата NASL (1): 2015